# 杉山秀二 (官僚)
杉山 秀二（すぎやま ひでじ、1948年（昭和23年）2月28日 - ）は、日本の経産官僚。住友商事社外取締役。経済産業事務次官、商工組合中央金庫社長等を歴任。

## 経歴
- 神奈川県出身。湘南高校を経て1971年に東京大学法学部卒業、通商産業省入省[2]。同省化学工業局化政課属
- 化学工業局化学第一課総括係長
- 科学技術庁研究調整局宇宙企画課企画係長
- 科学技術庁原子力局政策課法規係長
- 通産省産業政策局産業構造課総括係長
- 資源エネルギー庁石油部流通課総括班長
- 資源エネルギー庁長官官房総務課付人事院短期在外研究員（米国）
- 通産省通商政策局総務課長補佐
- 1981年8月 機械情報産業局電子機器課長補佐
- 1982年4月 機械情報産業局電子政策課長補佐
- 1983年6月 大臣官房総務課長補佐(法令審査委員)
- 1985年5月 日本機械輸出組合ブリュッセル事務所長
- 1988年6月 大臣官房参事官(国会担当)
- 1988年12月 通産大臣秘書官（三塚博大臣付）
- 1989年6月 資源エネルギー庁石油部開発課長
- 1991年2月 産業政策局企業行動課長
- 1993年6月 機械情報産業局電子政策課長
- 1994年6月 資源エネルギー庁石油部計画課長
- 1995年6月 産業政策局総務課長
- 1996年8月 大臣官房秘書課長
- 1999年9月 商務流通審議官
- 2001年7月 中小企業庁長官
- 2003年7月 経済産業省経済産業政策局長
- 2004年6月22日 経産事務次官
- 2006年 退官・経産省顧問
- 2006年9月 損保ジャパン顧問
- 2008年10月 商工組合中央金庫副社長[3]
- 2013年（平成25年）6月6日 商工中金社長[4]
- 2018年（平成30年） 一般財団法人日本情報経済社会推進協会（英文名称：JIPDEC）会長

## 同期
- 今井康夫（エア・ウォーター社長、住友金属工業副社長、特許庁長官）
- 奥村裕一（貿易経済協力局長）
- 鹿島幾三郎（パナソニック専務、経済企画庁物価局長）
- 古田肇（岐阜県知事、外務省経済協力局長）